# 토마스 에라스투스
토마스 에라스투스(Thomas Erastus, 1524년 9월 7일 - 1583년 12월 31일)는 스위스의 의사이며 신학자로, 100개의 논문을 썼는 데, 교인이 지은 죄는 반드시 세속 정부가 치리를 해야 하며, 교회가 치리로서 행사하는 성찬도 금지를 주장하며 반대하였다. 울리히 츠빙글리의 성만찬 교리를 따랐고, 1570년에 장로교 정치에 반대하였으나 실패하였다.

## 에라스투스주의
에라스투스는 그의 논문에서 만일 그리스도인이 죄를 범할 경우, 국가의 지도자에 의해 처벌을 받는 것이 합당하다고 주장하였다. 그것은 교회의 성직자나 목회자에 의해 행해졌던 성만찬금지보다도 국가에 의해 처벌을 받는 것이 보다 적절하다는 주장이었다. 하지만, 웨스트민스터 총회에서는 그의 의견이 받아들여지지 않았다.
그의 동료인 루돌프 괄테르는 그를 전폭 지지하였다. 부분적으로는 하인리히 불링거에 의해서 지지를 받았다. 하지만, 테오도르 드 베즈 등의 그의 의견에 반대하였다. 17세기에 그의 치리논문은 존 라잇풋과 존 셀든, 토마스 콜맨의 지지를 받았다.

## 같이 보기
- 자카리아스 우르시누스
- 카스파르 올레비아누스
- 하이델베르크 요리문답
- 웨스트민스터 신앙고백